# محطة قطار تل أبيب – الجامعة
محطة قطار تل أبيب – الجامعة (بالعبرية: תחנת הרכבת תל אביב – אוניברסיטה) هي محطة قطار في شبكة خطوط السكك الحديدية الإسرائيلية. تقع شمال تل أبيب وسط طريق أيالون السريع قرب مركز المعارض والمؤتمرات وجامعة تل أبيب. تقع المحطة على بعد 90.7 كم جنوب محطة قطار حيفا الشرقية على مسار خط السكة الحديدية الساحلية.

## تاريخ
بُنيت المحطة في عام 2000 لتخدم المسافرين إلى جامعة تل أبيب وزوار مركز المعارض وافتتحت في 26 أكتوبر 2000. أُطلق على المحطة في البداية اسم الجامعة - مركز المعارض. نظرًا للانحرافات الكبيرة في الميزانية التي خُصصت لبناء محطة قطار السلام (هَشَلُوم)، أُجريت تنازلات في تخطيط محطة قطار الجامعة من أجل التوفير. على سبيل المثال؛ قُلل من طول المظلة فوق الأرصفة، ولم تُبنى أي سلالم متحركة من المحطة إلى الجامعة.

## تصميم
يوجد في المحطة أربعة أرصفة (منصتين جزيرة) وصالة مسافرين في الطابق السفلي وممران تحت الأرض يربطا رمات أفيف من الغرب ومجمع مركز المعارض من الشرق. يقع الرصيفين 1 و2 في الجهة الغربية من المحطة بين سكتي حديد على الخط الرئيسي وبهما تتوقف القطارات على الخط الساحلي. يقع الرصيفين 3 و4 في الجهة الشرقية من المحطة. في الرصيف 3 تتوقف القطارات على خط اليركون باتجاه رعنانا. ويُستخدم الرصيف 4 لقطارات خط رعنانا-بئر السبع. يبلغ طول أرصفة المحطة حوالي 240 مترًا.

## خطوط
تتوقف جميع القطارات في المحطة على خطوط نهاريا - موديعين، ونهاريا - بئر السبع، وبنيامينا - أشكلون، ونتانيا - بيت شيمش، ورعنانا غرب - تل أبيب - ريشون لتسيون موشيه ديان، باستثناء بعض القطارات الليلية من وإلى مطار بن غوريون الدولي. ابتداءً من 21 سبتمبر 2020 بدأ في المحطة عمل خط الركاب القدس - هرتسليا.